# Сюньюй
Сюньюй, хуньюй (монг. Хунюй; кит. 獯鬻, Hsünyü, Hünyü) — древний кочевой народ времен династии Ся, проживавший на территории современной Монголии и Северного Китая. Одни из самых ранних племен, упоминаемых в китайских источниках как предки хунну.

## История
Согласно сообщению древнекитайского историка Сыма Цяня, оставленного им в «Ши цзы», в XVIII в. до н.э. принц павшего царства Ся по имени Шунь-вэй и его подданные ушли в северные степи, встретились там с племенами сюньюй и со временем смешались с ними, приняв кочевой образ жизни.
Сюньюй упоминаются в ряде древнекитайских исторических работ. Они упоминаются в работах таких авторов, как Сыма Цянь, Ин Шао (Ying Shao), Вэй Чжао (Wei Zhao), Джин Чжуо (Jin Zhuo). Согласно данным авторам, сюньюй и сяньюнь — ранние названия кочевого народа, известного во времена династии Хань как хунну. Эту точку зрения также поддержал Сыма Чжэнь, историк времен династии Тан.
По мнению Сыма Чжэня, племена, которые в эпоху правления Тана (Тан Яо) и Юя (Юй Шунь) назывались шаньжун или сюньюй; в эпоху Ся стали именоваться чуньвэй (шуньвэй), в эпоху Инь — гуйфан, в эпоху Чжоу — яньюн (сяньюнь), а к эпохе Хань стали известны под общим именем сюнну.
Ван Го-вэй (1877— 1927 гг.) на основе анализа надписей на бронзе, а также структуры иероглифов, в результате фонетических изысканий и сопоставления полученных данных с материалами различных источников пришел к выводу, что встречающиеся в источниках племенные названия гуйфан, хуньи, сюньюй, сяньюнь, жун, ди (бэйди) и ху обозначали один и тот же народ, вошедший позднее в историю под именем сюнну. Достаточно убедительно разработанная теория Ван Го-вэя нашла сторонников среди большинства китайских историков. Таким образом, сюнну были издавна известны в Китае под paзличными названиями. На стыке династий Шан и Чжоу они носили названия: гуйфан, хуньи или сюньюй, при династии Чжоу — сяньюнь, в начале периода Чуньцю — жун, а затем ди. Начиная с периода Чжань-го их называли ху или сюнну.
В дальнейшем ряд исследователей также поддержали данную теорию, считая, что племена, входившие в общность сяньюнь, чуньвэй (шуньвэй), хуньи, цюаньи, сюньюй, жун, шань-жун, цюань-жун, гуйфан, бэйди (ди), представляли собой предков хунну. Согласно Н.Я. Бичурину, хуньюй, хяньюнь и хунну — три разные названия одному и тому же народу, известному ныне под названием монголов. 
Тюркская теория происхождения хунну является на данный момент одной из самых популярных в мировом научном сообществе. В число сторонников тюркской теории происхождения хуннов входят Э. Паркер, Жан-Пьер Абель-Ремюза, Ю. Клапорт, Г. Рамстедт, Аннемари фон Габайн, О. Прицак и другие. Известный тюрколог С. Г. Кляшторный считал хунну преимущественно тюркоязычными племенами.